# Centrale nucléaire de Fitzpatrick
Pour les articles homonymes, voir Fitzpatrick.
La centrale nucléaire de Fitzpatrick est située au bord du lac Ontario près de la ville d'Oswego dans l'État de New York, sur un terrain d'une superficie de 3,6 km² qui héberge aussi la centrale nucléaire de Nine Mile Point. 

## Description
La centrale est équipée d'un réacteur à eau bouillante construit par la société General Electric : 
- Fitzpatrick : 840 MWe, mis en service en juillet 1974 pour 40 puis 60 ans (2034).

Elle a été construite par Niagara Mohawk Power Corporation mais elle a été ensuite cédée, avec Nine Mile Point, à l'autorité énergétique de l'État de New York : New York Power Authority (NYPA). 

À l'heure actuelle, le réacteur est détenu et exploité par Entergy qui exploite aussi les deux réacteurs de la centrale nucléaire de Nine Mile Point.